# Flughafen Sochumi-Babuschara

i7
i11
i13
Der Flughafen Sochumi-Babuschara (IATA-Code: SUI, ICAO-Code: UGSS), früher als Flughafen Sochumi-Dranda bekannt, ist der Hauptflughafen von Abchasien. Er liegt im Dorf Babuschara neben dem größeren Dorf Dranda und etwa 20 Kilometer von Sochumi, der Hauptstadt der autonomen Republik, entfernt.

## Geschichte
Der Flughafen wurde Mitte der 1960er Jahre gebaut, als die Region noch zur Sowjetunion gehörte. Nach dem Bau des Flughafens wurde er zu einem wichtigen logistischen Punkt, mit regelmäßigen Flügen in viele sowjetische Städte und Hubschraubern zu verschiedenen Siedlungen innerhalb Abchasiens. In der Sowjetzeit fanden auch Passagierflüge statt, vor allem um Menschen aus der gesamten Sowjetunion an die sonnigen Strände Abchasiens zu bringen. Ende der 70er Jahre wurden die Betonlandebahnen eingedickt, sodass der Flughafen schwere Il-76-Flugzeuge aufnehmen konnte. In den 1980er Jahren wurde ein neues Flughafengebäude gebaut, während die Start- und Landebahn verlängert wurde, damit Il-86-Flugzeuge dort landen können.
Der Flughafen Sochumi war in der Lage, diverse Passagierflugzeuge mit einer Masse von bis zu 125 Tonnen aufzunehmen.
Der Flughafen wurde während des Bürgerkriegs Anfang der 90er Jahre schwer beschädigt. Landminen und andere explosive Kriegsminen wurden seitdem vom HALO Trust, der einzigen in Abchasien tätigen Landminenräumstelle, vom Flughafen geräumt.
Als Folge des Krieges war der Flughafen zunächst verlassen. Es gab Pläne zur Wiederbelebung des Flughafens, zwischen 1998 und 2000 wurden sogar Reparaturarbeiten durchgeführt. Er wurde wieder in Betrieb genommen; eine Weile war ein Restaurant im Inneren geöffnet. Im Jahr 1999 wurde eine Fuhre Glas geliefert, um die Wände des Flughafens zu verglasen, aber im Juli 2000 zerstörte ein Tornado Elemente der neuen Verglasung.
Im Jahr 2006 äußerte die Regierung der Republik Abchasien den Wunsch, den internationalen Luftverkehr in Zukunft wieder aufzunehmen; die Einrichtung ist jedoch von der ICAO nicht als internationaler Flughafen anerkannt und Flüge können nur mit Genehmigung der georgischen Regierung erlaubt werden. Auch als Russland Abchasien 2008 offiziell als souveränen Staat anerkannt hat, flogen russische Fluggesellschaften nicht nach Sochumi, um IATA-Sanktionen zu vermeiden.
Zwischenzeitlich (ab 2006) wurde der Flughafen für Flüge in das Bergdorf Pschu genutzt.
Am 11. August 2008, während des Krieges in Südossetien, landeten zum ersten Mal seit 15 Jahren russische Militärtransportflugzeuge auf dem Flughafen. Über 30 Il-76-Flugzeuge lieferten Fallschirmjäger und militärische Ausrüstung. Am 14. September 2008 erhielt der Flughafen das erste Verkehrsflugzeug seit 15 Jahren. Das Flugzeug hatte den russischen Außenminister Sergei Lawrow an Bord.
Im Juli 2011 übernahm das russische Unternehmen Novaport den Flughafen Sochumi-Babuschara.
Das Flughafengebäude wurde 2011 renoviert, und es sollte 2013 wieder in Betrieb gehen, aber das hat es nie getan. So stand der Flughafen, als er bereit war, Passagiere aufzunehmen und verkehrsreiche Flüge zu koordinieren, leer und der Zustand verschlechterte sich langsam. Noch immer wird er gelegentlich von der abchasischen Luftwaffe und privaten Ausflugsflugzeugen eingesetzt. Es gibt noch einige wenige Tu-134 und Tu-154-Flugzeuge auf dem Flughafen.
In Abchasien gibt es einen weiteren Flughafen in der Nähe von Gudauta, der die dort stationierten russischen Militärtruppen bedient.

## Zwischenfälle
- Am 14. August 1982 kollidierten eine startende Tupolew Tu-134A und eine Let L-410 auf dem Flughafen am Boden. Dabei wurden alle 11 Personen an Bord der Let L-410 getötet (siehe auch Flugzeugkollision am Flughafen Sochumi).[6]

- Am 20. September 1993 wurde eine Tupolew Tu-134A der Orbi Georgian Airways (Luftfahrzeugkennzeichen 4L-65809) ohne Passagiere oder Besatzung auf dem Flughafen Sochumi-Babuschara am Boden durch Beschuss mit Raketen oder Feuerwaffen zerstört.[7]

- Am 21. September 1993 wurde eine Tupolew Tu-134 der Transair Georgia (4L-65893) beim Anflug auf den Flughafen Sochumi-Babuschara von abchasischen Separatisten abgeschossen.[8] Die Maschine wurde von einer russischen Strela-2-Rakete getroffen und stürzte ins Meer. Dabei wurden alle 27 Insassen getötet, 5 Besatzungsmitglieder und 22 Passagiere.[9]

- Am 22. September 1993 wurde eine Tupolew Tu-154 der Transair Georgia (4L-85163) beim Anflug auf den Flughafen Sochumi-Babuschara mit einer durch abchasische Aufständische abgefeuerten russischen Luftabwehrrakete abgeschossen. Von den 132 Insassen wurden 108 getötet, 8 Besatzungsmitglieder und 100 Passagiere.[10]

- Am 23. September 1993 wurde eine geparkte Tupolew Tu-154B-2 der Orbi Georgian Airways (4L-85359) auf dem Flughafen Sochumi-Babuschara durch Mörser- oder Artilleriebeschuss zerstört.[11]